# سراب جسم آسمانی

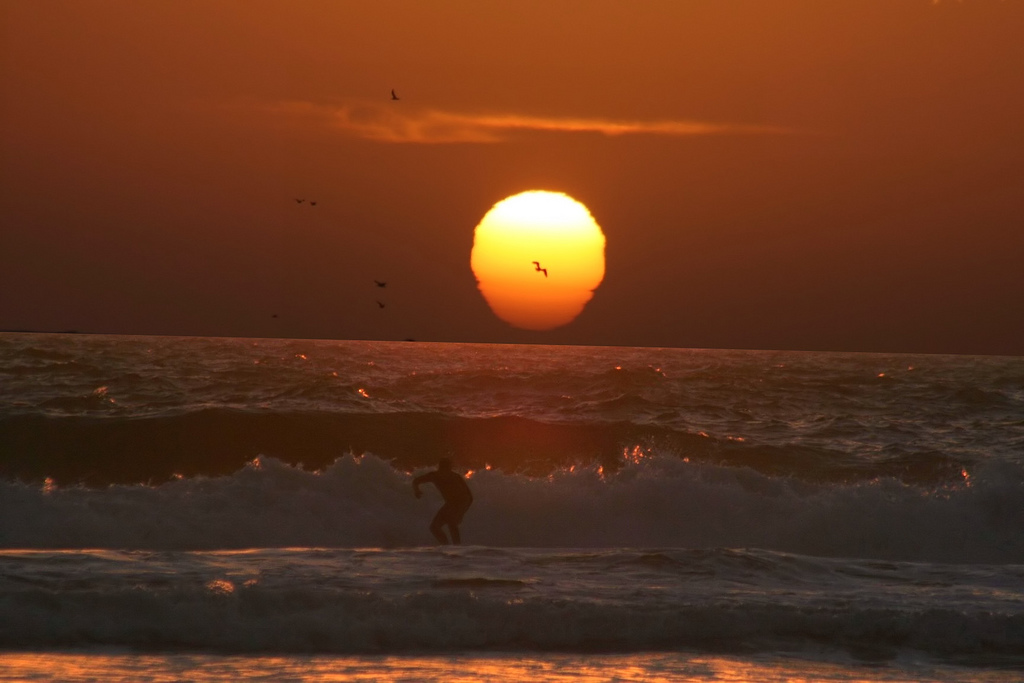
یک سراب هنری از غروب خورشید

سراب جسم آسمانی یا میراژ آسمانی (انگلیسی: Mirage of astronomical objects) یک پدیدهٔ نوری هواشناسی است که در آن پرتوهای نور خم می‌شوند تا تصویرهای مخدوش یا متعددی از یک شی آسمانی ایجاد کنند. سراب‌ها را می‌توان برای اجرام آسمانی مانند خورشید، ماه، سیاره‌ها، ستارگان درخشان و دنباله‌دارهای بسیار درخشان مشاهده کرد. متداول‌ترین آنها سراب طلوع و غروب خورشید است.

## سراب در مقابسه باشکست
سراب‌ها از دیگر پدیده‌های ناشی از شکست اتمسفر پدیده‌ای متمایز و متفاوت هستند. یکی از برجسته‌ترین ویژگی‌های سراب این است که یک سراب فقط می‌تواند تصاویر را به صورت عمودی تولید کند، نه به پهلو، در حالی که یک شکست ساده ممکن است تصاویر را به هر شکلی مخدوش و خم کند.

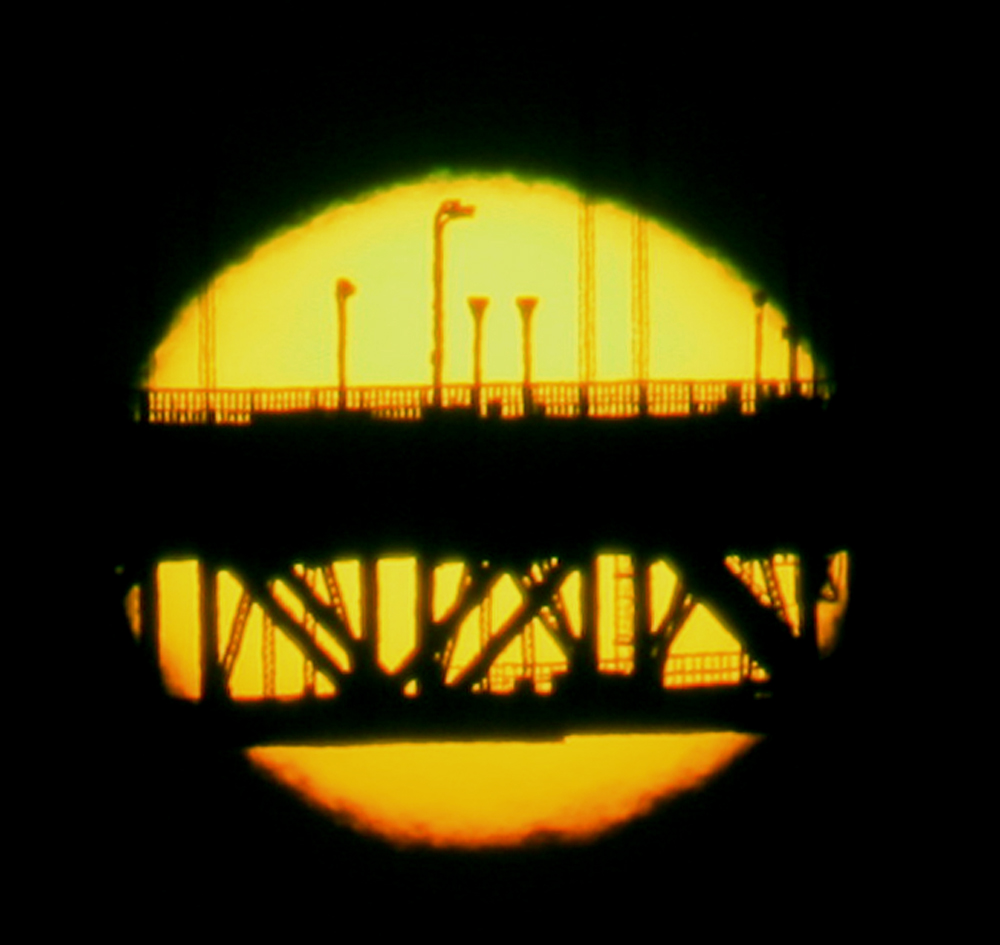
در این نگاره که هنگام غروب خورشید در پشت پل گلدن گیت گرفته شده‌است لبهٔ بالایی خورشید سبز است در حالی که لبهٔ پایینی قرمز است.

## درخش سبز
فلاش سبز یک پدیدهٔ نوری نادر است که در حین یا اندکی پس از غروب و در حین یا پیش از طلوع یک شی آسمانی درخشان؛ زمانی که یک لکهٔ سبز برای مدت کوتاهی بالای سراب یک شی آسمانی یا نقطه غروب/طلوع آن قابل مشاهده باشد، رخ می‌دهد. جرقه‌های سبز توسط وارونگی‌های جوی افزایش می‌یابد که گرادیان چگالی در اتمسفر را افزایش می‌دهد و در نتیجه انکسار را افزایش می‌دهد. به عبارت دیگر، برای دیدن درخش سبز باید سراب وجود داشته باشد.

## لبهٔ سبز
با غروب یا طلوع یک شی آسمانی، نوری را که در جو حرکت می‌کند، از خود منتشر می‌کند که جو به عنوان یک منشور عمل می‌کند و نور را به رنگ‌های مختلف جدا می‌کند. رنگ اندام فوقانی یک شی نجومی بسته به کاهش غلظت آلاینده‌ها در حین پخش شدن در حجم فزایندهٔ جو، می‌تواند از آبی به سبز به بنفش تبدیل شود. بخش پایینی یک شی آسمانی همیشه قرمز است.